# Бобровское (озеро, Ленинградская область)
Бобровское (фин. Pitkäjärvi) — озеро на территории Севастьяновского сельского поселения Приозерского района Ленинградской области.

## Общие сведения
Площадь озера — 1,2 км². Располагается на высоте 23,0 метра над уровнем моря.
Форма озера лопастная, продолговатая: вытянуто с северо-запада на юго-восток. Состоит и двух плёсов, разделённых заболоченной протокой. Берега каменисто-песчаные, местами возвышенные, скалистые.
Из озера вытекает река Севастьяновка, протекающая на своём пути через озеро Белокаменное (с притоком из озера Покровского) и впадающая в озеро Невское, из которого вытекает река Новинка, которая, в свою очередь, втекает в озеро Вуоксу.
В северо-западную оконечность озера впадает безымянный ручей, вытекающий из озера Ручьёвого.
С востока от озера проходит просёлочная дорога.
Название «Pitkäjärvi» переводится с финского языка как «длинное озеро».
Код объекта в государственном водном реестре — 01040300211102000012714.